# Лејкриџ (Невада)
Лејкриџ (енгл. Lakeridge) насељено је место без административног статуса у америчкој савезној држави Невада.

## Демографија
По попису из 2010. године број становника је 371.
| Група             | 2000.    | 2010.       |
| Белци             | 0 (0,0%) | 349 (94,1%) |
| Афроамериканци    | 0 (0,0%) | 1 (0,3%)    |
| Азијати           | 0 (0,0%) | 7 (1,9%)    |
| Хиспаноамериканци | 0 (0,0%) | 11 (3,0%)   |
| Укупно            | 0        | 371         |